# João Barone
João Alberto Barone Reis e Silva (Rio de Janeiro, 5 de agosto de 1962) é um baterista brasileiro. É membro da banda Os Paralamas do Sucesso.
Reconhecido como um dos mais influentes bateristas do Brasil, construiu sua reputação ao longo da trajetória de mais de quatro décadas d'Os Paralamas do Sucesso, com uma ampla discografia de álbuns de estúdio e ao vivo. Por conta de seu trabalho na banda, foi convidado para gravar com vários artistas e grupos como Ultraje a Rigor, Titãs, Sepultura, Marina Lima, Lenine, Rita Lee, Zizi Possi, Zé Ramalho, dentre outros.
Barone teve alguns trabalhos como produtor nos álbuns do cantor/tecladista Fábio Fonseca (1987), da banda Ed Motta & Conexão Japeri (1988), do cantor Supla (1991) e da banda Los Djangos (1998).

## Biografia
João Barone nasceu no Rio de Janeiro. Seus pais viviam numa casa na Universidade Rural, na zona oeste da capital da antiga Guanabara, onde cresceu num ambiente familiar permeado por música de todos os gêneros. Seu pai, funcionário público, apreciava jazz e MPB. Os irmãos mais velhos eram fãs de rock em suas mais variadas vertentes, de Beatles até o rock progressivo, passando pelos grandes nomes da música negra americana e pelos ícones do rock nacional e da Tropicália.
Barone desenvolveu um interesse infantil pela bateria desde então, sendo Ringo Starr o seu primeiro ídolo no instrumento. Mesmo sem ter uma bateria, tocava em travesseiros usando baquetas feitas de bambu. Quando alguns amigos de rua pensaram em montar uma banda, Barone foi chamado para ser o baterista. Uma escola local doou-lhe uma sucata de bateria, que restaurou como pôde. Foi a sua primeira bateria. O músico teve aulas com um baterista de baile e, depois de algum tempo, deu canjas em bailes no clube da comunidade local com seus amigos. Entretanto, o sonho de ser baterista ainda era algo distante de sua realidade. No início da década de 1980, Barone foi aprovado no vestibular para a Licenciatura em Ciências Biológicas na Universidade Federal Rural do Rio de Janeiro (UFRRJ), onde começou a estudar em 1982.
Seu encontro com Os Paralamas do Sucesso aconteceu um pouco antes, em setembro de 1981, quando um amigo em comum do baixista Bi Ribeiro o convidou, em cima da hora, para tocar em um show. Os Paralamas haviam sido convidados para uma apresentação como banda hors-concours no festival de música estudantil da Universidade Rural, onde Bi estudava Zootecnia. O então baterista do grupo, Vital Dias, não compareceu para a apresentação, e Barone foi chamado no mesmo dia.

### Influências iniciais
João Barone não estudou formalmente o instrumento, e tornou-se efetivamente um baterista ao ingressar n'Os Paralamas. Nesse processo, foi atrás da experiência de bateristas que admirava, como Lobão e Serginho Herval, do Roupa Nova, além dos que volta e meia encontrava nos estúdios da gravadora Odeon, como Paulo Braga, Juba, da Blitz, e Teo Lima. Barone também chegou a ter alguns encontros com o Robertinho Silva, que fez parte do conjunto Som Imaginário. Apreciava todos os estilos musicais, como a bossa nova de Milton Banana e de Rubinho, do Zimbo Trio, e o jazz de Tony Williams, Art Blakey, Billy Cobham, Steve Gadd, dentre outros bateristas, como Jorginho Gomes, dos Novos Baianos. Entretanto, sua maior influência vinha do rock internacional, de grandes ícones da bateria como Ginger Baker, Mitch Mitchell, Keith Moon, Bill Bruford e John Bonham.

### The Police
O seu grande referencial nesse início de jornada foi Stewart Copeland, a quem passou a admirar desde que o viu pela primeira vez num vídeo da banda The Police, tocando "Roxanne", em 1978. Desde as primeiras gravações e entrevistas, em 1983, Barone nunca escondeu sua idolatria por Copeland. Não à toa, no início da carreira, Os Paralamas eram muito comparados ao Police, pois além de serem trios, o estilo de tocar era semelhante, culminando com o grande sucesso do segundo álbum da banda, O Passo do Lui (1984). No álbum, Barone apresentava exemplos do “copelandismo“ (do inglês copelandism, estilo de tocar reconhecido nos muitos bateristas influenciado por Stewart Copeland), tanto nas batidas como na sonoridade de sua bateria. Este álbum virou um referencial na gravação de bateria no rock nacional, provando que era possível “tirar um som de batera igual ao dos gringos”, elevando assim os padrões de exigência de como gravar bateria dali em diante para um outro patamar na produção musical brasileira.

### Pós-punk, reggae, ska e ritmos latinos

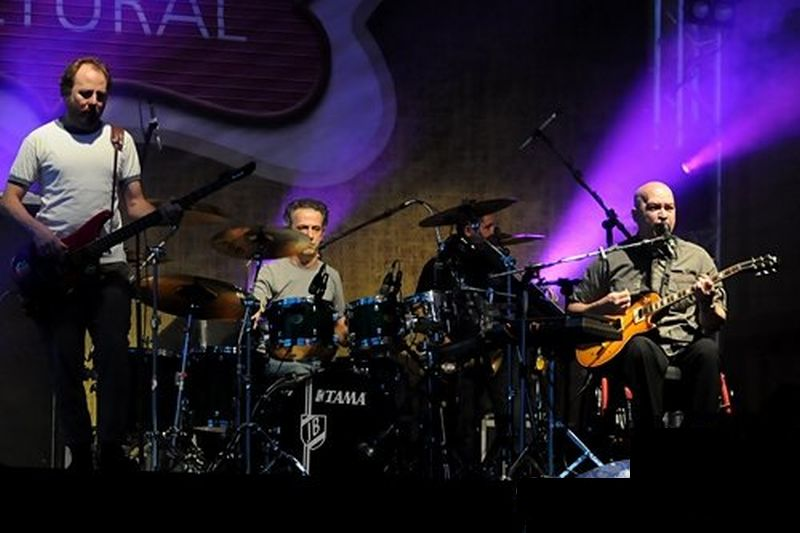
João Barone em ação com os Paralamas do Sucesso

A antológica participação d'Os Paralamas no primeiro Rock in Rio em janeiro de 1985 projetou a banda por todo o Brasil e América do Sul, com uma intensa agenda de shows, onde muitas vezes a banda fazia duas apresentações por noite em ginásios lotados. Barone começou a amadurecer seu próprio estilo e personalidade musical já no terceiro e consagrado álbum d'Os Paralamas, Selvagem?, com o emprego de batidas de reggae e dub, aliados à uma pegada roqueira, o que deixou claro naquele momento que a banda Os Paralamas do Sucesso não só veio para ficar, como já era tida como uma das mais originais da geração 80 do rock brasileiro.
A extensa discografia d'Os Paralamas demonstra a diversidade de estilos e climas exigidos, através da habilidade de Barone no instrumento, resultado do grande entrosamento dos integrantes da banda e da maestria de Herbert Vianna em suas composições. Barone tem grande estima por Bi Ribeiro, (baixista e fundador d'Os Paralamas), pois acredita que ambos possuem um approach intuitivo em seus instrumentos, o que resultou numa grande sintonia entre os dois com o tempo de estrada.
Os Paralamas do Sucesso ganharam inúmeras premiações ao longo de décadas de atividade, com destaque para quatro Grammys Latinos. Barone também foi premiado inúmeras vezes como melhor instrumentista em votações de público e crítica, em revistas, jornais e canais de televisão.

### BRock 80, surf music, homenagem aoThe Policee Jovem Guarda
João Barone integrou a turnê Nivea Viva Rock Brasil com Bi Ribeiro e Herbert Vianna. Os músicos Nando Reis nos vocais e guitarra, Rodrigo Suricato nos vocais, guitarra e violão, Dado Villa-Lobos na guitarra, Maurício Barros nos teclados, Milton Guedes no saxofone, flauta e gaita, Paula Toller e Marjorie Estiano nos vocais completaram a banda que homenageava a história do rock brasileiro (BRock). O produtor e ex-baixista d'Os Mutantes, Liminha, foi o responsável pela direção artística. A turnê passou pelas cidades de Porto Alegre, Rio de Janeiro, Recife, Fortaleza, Salvador, Brasília e São Paulo, de abril a junho de 2016.
Em 2017, João Barone se juntou ao ex-baixista do Barão Vermelho, Rodrigo Santos, e ao ex-guitarrista do The Police, Andy Summers, no projeto Call the Police. O trio se apresenta em turnês esporádicas pelo Brasil e em outros países da América Latina, executando os maiores sucessos do The Police, a maior influência do baterista. A turnê de 2024 foi a quinta desde 2017, e passou por várias cidades da América Latina. Outra iniciativa foi uma live com seu companheiro de banda do Call the Police, Rodrigo Santos, o guitarrista do Barão Vermelho, Fernando Magalhães e o guitarrista do Sepultura, Andreas Kisser, no dia 19 de setembro de 2020, em homenagem ao The Police.
O baterista fez parte da banda de surf music The Silva´s, acompanhado de Liminha na guitarra, Pedro Dias no baixo e Toni Platão no vocal. A banda se apresentou na Tenda Brasil do Rock in Rio 2001. Os músicos se reuniram novamente para uma apresentação após a pandemia de COVID-19, no Clube Manouche, no Rio de Janeiro, em 2022.
Barone participou do programa comemorativo de 50 anos da parceria do cantor Roberto Carlos com a TV Globo. Na atração, batizada de RC 50, exibida em 27 de novembro de 2024, o power trio formado com Roberto Frejat na guitarra e Paulo Ricardo no baixo e vocal interpretou sucessos da Jovem Guarda.

## Fora dos Paralamas
Gravou com muitos outros artistas, como:
- Eduardo Dussek: juntamente com os outros integrantes dos Paralamas do Sucesso, nas faixas "Maldito dinheiro", "O lixeiro e a empregada", "Recebi seu bilhetinho", "O crápula", "Oh! My darling bezerrão" e "Qual?" do álbum Brega Chique - Chique Brega (1984);[25]
- Rita Lee: faixas "Não titia", "Molambo souvenir" e "Vítima" do álbum Rita e Roberto (1985). No período em que Herbert Vianna se recuperava de um acidente, em 2001, gravou e tocou em diversas faixas do álbum Aqui, Ali, em qualquer lugar. Participou também da turnê Yê yê yê de bamba;[26][27]
- Leo Jaime: "Solange", versão de "So Lonely" do Police, do álbum Sessão da Tarde (1985), "Briga" e "Prisioneiro do Futuro" do álbum Vida Difícil (1986);[28][29]
- Charly García: faixa "Rap de las Hormigas" do álbum Parte de la Religión (1987);[30]
- Ultraje a Rigor: faixa "Maximilian Sheldon" do álbum Sexo!! (1987);[31]
- Ed Motta & Conexão Japeri: produziu o 1º álbum do cantor, lançado em 1988, e toca bateria em três faixas: "Seis da tarde", "Caminhos" e "Manuel";[32]
- Kid Abelha: faixa "Cantar em Inglês" do álbum Kid (1989).[33]
- Jorge Ben Jor: faixas "Homem de Negócios", "Mama África", "Pega ela de montão" e "Miss X" do álbum Ben Jor (1989);[34]
- Ronaldo Bastos: faixa "Nada será como antes" do álbum Cais (1989);[35]
- Elba Ramalho e Cláudio Zoli: faixa "Felicidade urgente" do álbum Felicidade urgente (1991);[36]
- Marina Lima: faixa "Grávida" do álbum Marina Lima (1991);[37]
- Fausto Fawcett & Falange Moulin Rouge: álbum Básico Instinto (1993);[38][39]
- Dinho Ouro Preto: faixas "Noiaba Carlos", "Freiras Lésbicas Assassinas do Inferno" e "1+1" do álbum Vertigo (1994);[40]
- Titãs: faixa "Eu Não Vou Dizer Nada (Além do que Estou Dizendo)" do álbum Domingo (1995);[41]
- Paulo Ricardo: faixa "Agora Só Falta Você" do álbum Rock Popular Brasileiro (1996);[42]
- Lenine: faixa "Hoje Eu Quero Sair Só" do álbum O Dia em Que Faremos Contato (1997);[43]
- Arnaldo Antunes: faixa "Pare o Crime" do álbum Um Som (1998);[44]
- Pedro Luís e a Parede: faixa "Brasileiro em Tóquio" do álbum É tudo 1 real (1999);[45]
- Fernanda Abreu: faixa "Meu CEP é o seu" do álbum Entidade urbana (2000);[46]
- Vitor Ramil: faixa "A ilusão da casa" do álbum Tambong (2000);[47]
- Toni Platão: diversas faixas do álbum Calígula freejack (2000);[48]
- Zizi Possi: faixa "Eu só sei amar assim" do álbum Bossa (2001);[49]
- Roberto Frejat: faixas "Som e fúria", "Homem não chora" e "Voltar pra te buscar" do álbum Amor pra recomeçar (2001);[50]
- Cássia Eller: faixa "Nenhum Roberto" do álbum Dez de dezembro (2002);[51]
- Gilberto Gil: faixas "Não chores mais" e "Them belly full (But we hungry)" do álbum Kaya n´gan daya  (2002), faixa "It´s good to be alive" do álbum To be alive is good (anos 80) (2002), faixa "A novidade" do álbum Gil + 10: Gilberto Gil convida (2010);[52]
- Katia B: faixas "One more shot" e "Último a saber" do álbum Só deixo o meu coração na mão de quem pode (2003);[53]
- Sepultura: faixa "Urge", no álbum Roorback (2003) e "Ratamahatta" do álbum SepulQuarta (2021);[54][55][56]
- Cecília Spyer: faixa "Penso que me esqueço" do álbum Repara (2006);[57]
- Marcelinho Da Lua: faixa "Plim-Plim" do álbum Social (2007);[58]
- George Israel: faixa "A noite perfeita" do álbum Distorções do meu jardim (2007);[59]
- Zé Ramalho: faixas "O rei do rock", "Montarias sensuais", "Do muito e do pouco", "Procurando a estrela" e "Farol dos mundos" do álbum Parceria dos Viajantes (2007);[60]
- Dado Villa-Lobos: diversas faixas do álbum O passo do colapso (2012);[61][62]
- Paula Toller: faixa "Ohayou" do álbum Transbordada (2014);[63][64]
- Cazuza: single "Exagerado 3.0" (2015).[65]
- Clube Big Beatles: faixa "Money (That´s What I Want)" do álbum Clube Beatles e seus sócios (deluxe) (2021);[66]
- Diversos intérpretes: faixa "Refazenda" do Songbook Gilberto Gil vol. 2 (1992), faixa "Açaí" do Songbook Djavan vol.1 (1997), faixa "Mustang Cor de Sangue" do Songbook Marcos Valle vol. 2  (1998), faixa "Um a um" do álbum Jackson do Pandeiro revisto e sampleado (1999), faixa "Tomorrow never knows" do álbum Dê uma chance à paz, John Lennon, uma homenagem (2001).[67][68]

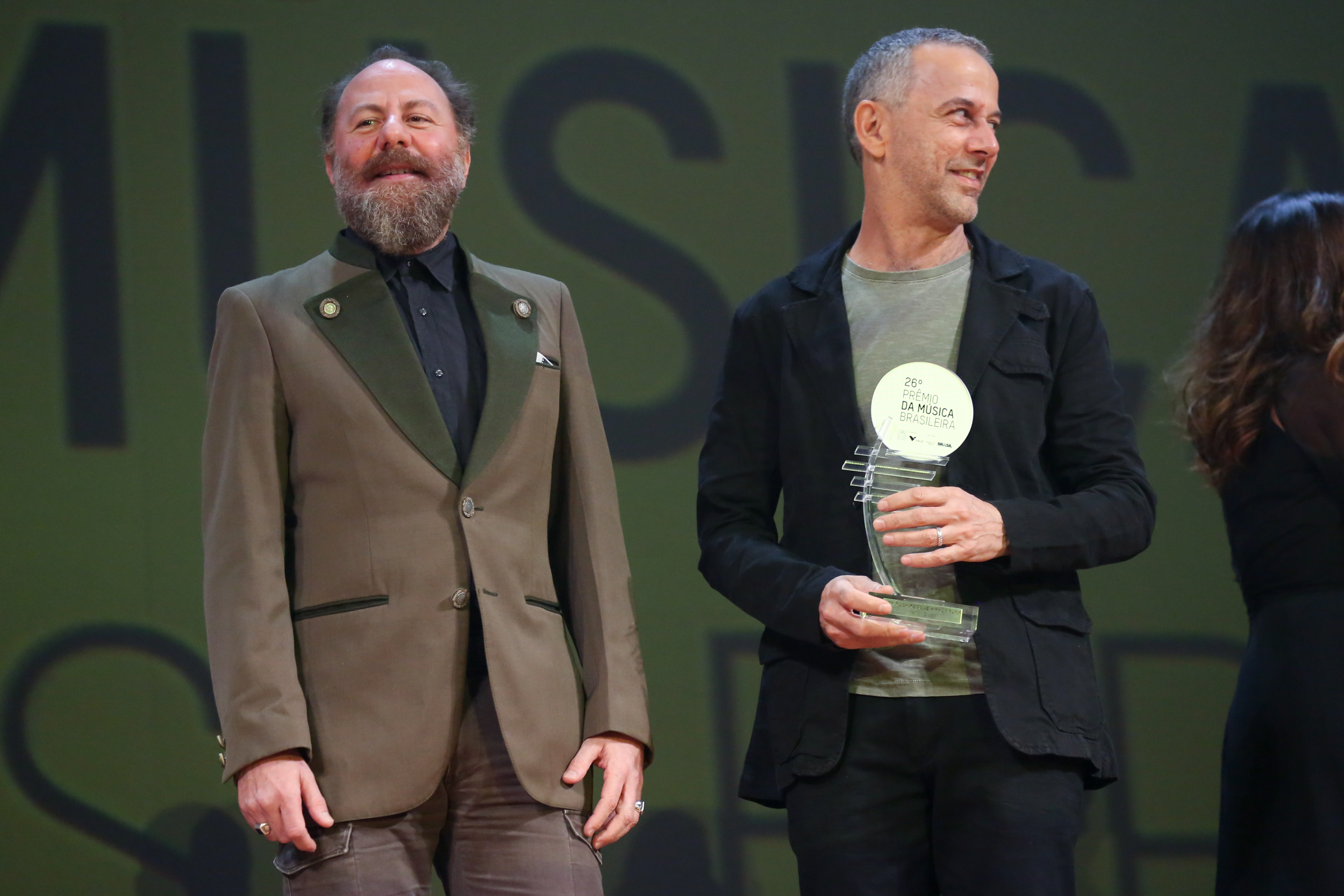
João Barone (ao lado do baixista Bi Ribeiro) recebe o 26° Prêmio da Música Brasileira 2015, no Theatro Municipal, Rio de Janeiro/RJ

## Prêmios e indicações
| Ano  | Prêmio                                | Categoria             | Resultado |
| ---- | ------------------------------------- | --------------------- | --------- |
| 1999 | Prêmio Multishow de Música Brasileira | Melhor instrumentista | Venceu    |
| 2003 | Prêmio Multishow de Música Brasileira | Melhor instrumentista | Venceu    |
| 2011 | Prêmio Multishow de Música Brasileira | Melhor instrumentista | Venceu    |

## Segunda Guerra Mundial

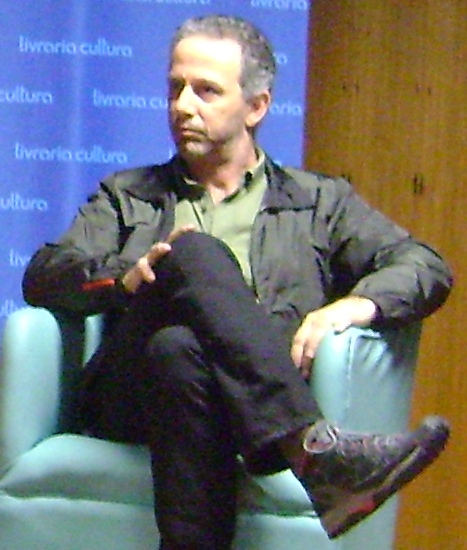
João Barone em debate sobre seus livros

Filho de um ex-combatente da Força Expedicionária Brasileira que lutou na Segunda Guerra Mundial, Barone sempre teve o assunto presente em sua vida; não por qualquer incentivo do seu pai, mas sim pela curiosidade. O seu pai não costumava falar muito de sua experiência durante seu tempo em ação nos campos de batalha italianos. Ávido colecionador de modelos em miniatura na sua infância, Barone desviou do assunto na adolescência, quando descobriu o rock. O baterista costuma dizer que o pai, então funcionário público e reservista, teve que "largar o violão e pegar o fuzil".
O músico explicou, em entrevista de 2009, que o seu interesse sobre a guerra é "totalmente pacífico". "Não ando armado e criei uma frase que me dá salvaguarda: "quem gosta realmente de guerra só quer paz e amor". Barone defendeu que o estudo sobre a guerra deve ser contínuo, já que existem pessoas que relativizam os horrores do Holocausto e da Alemanha Nazista de Adolf Hitler. "Tem gente que acredita que o Holocausto judeu não aconteceu. Por isso, qualquer pessoa que contribua para que não se esqueça o que ocorreu está fazendo um grande trabalho".
Em 1998, retornou o estudo do tema quando restaurou um jipe Wyllis MB 1944, utilizado na Segunda Guerra Mundial, e o batizou de "Gisella". De acordo com o baterista, os soldados tinham como tradição batizar os jipes com os nomes das esposas. Barone disse em uma entrevista de 2008 que não fez o mesmo. Sobre o assunto, afirmou que "ao contrário do jipe, minha esposa é linda! Por isso resolvi inventar um nome qualquer. Gisella caiu muito bem". O músico se referia à sua esposa na época, Katia Bronstein. O músico foi um dos fundadores, em 6 de junho de 2002, ao lado de outros entusiastas como o seu irmão, João Henrique Barone, do Clube de Veículos Militares Antigos do Rio de Janeiro. O baterista foi eleito o primeiro presidente. Barone teve na sua garagem o jipe Willys MB 1944 já citado, um protótipo do jipe Ford GPW 1941, o blindado White M3 Scout Car 1942, o Dogde WC 53 1942, o caminhão Opel Blitz, um Fusca, além de uma moto com sidecar. Atualmente, conserva apenas os dois jipes e a moto no seu sítio.
Foi o começo de uma jornada paralela aos Paralamas do Sucesso. Após diversas pesquisas sobre o tema e a construção de um "museu privado", composto de memorabília militar, documentos diversos, diários pessoais de pracinhas, recortes de jornais brasileiros antigos, filmes e séries de TV de diversos países sobre a Força expedicionária Brasileira e a Segunda Guerra Mundial, João Barone apresentou programas, escreveu livros, dirigiu documentários e produziu uma minissérie. Entre as experiências profissionais fora da música, estão a atuação como cronista na coluna Barone vai à guerra, da Revista Grandes Guerras, de 2006 a 2008, que deu origem ao livro "Minha Segunda Guerra", editado pela Panda Books, em 2009, e a apresentação da série Redescobrindo a Segunda Guerra, pelo National Geographic Channel, no mesmo ano. Tempos depois, apresentou uma programação especial de filmes sobre a Segunda Guerra Mundial do Telecine Cult, em 2014, e foi comentarista em um programa de debates sobre os 70 anos do conflito do Observatório da Imprensa e da TV Brasil, em 2015.
João Barone dirigiu e produziu três documentários sobre a Segunda Guerra Mundial e a participação do Brasil no conflito:
- Um Brasileiro no Dia D (2006): em junho de 2004, Barone levou seu jipe por via aérea até a Normandia para tomar parte nas comemorações do 60º aniversário do Dia D e revelar o ás da aviação de caça franco-brasileiro: Pierre Clostermann.[99] O documentário conta com a participação dos integrantes do Primeiro Grupo de Aviação de Caça da Força Aérea Brasileira, Major-Brigadeiro do Ar Rui Moreira Lima[100] e o Major-Brigadeiro do Ar Newton Neiva de Figueiredo.[101] O filme foi produzido por João Barone, Sambascope e TV Zero e dirigido por Victor Lopes. Quatro anos depois, o documentário foi finalmente lançado em DVD pela Revista Grandes Guerras, e vendido em bancas de jornais por todo o país.[102] Posteriormente, foi exibido no History Channel e no Canal Curta!.[103]
- O Caminho dos Heróis (2014): no documentário, dirigido por João Barone e pelo seu irmão, João Henrique Barone, e produzido em parceria com a Orbital Filmes, o músico, vestido com uniformes militares brasileiros da época, percorreu 15 cidades italianas para refazer a trajetória dos pracinhas da Força Expedicionária Brasileira nos campos de batalha da Itália.[104][105] No caminho percorrido nas estradas italianas que levavam a Montese, Pistoia, Monte Castelo, Fornovo Di Taro, Collecchio, entre outros locais históricos, entrevistou testemunhas do conflito. Foi exibido no History Channel.[106][107]
- 1942 - O Brasil e sua guerra quase desconhecida (2015): projeto dirigido por João Barone e Adolfo Paiva e realizado para o canal "on demand" Philos. O filme conta com a participação de figuras ilustres como Pedro Bial e Luiz Fernando Verissimo, além de ex-combatentes e historiadores que relataram suas impressões sobre o conflito, bem como as importantes lições deixadas para a posteridade. Disponível nos canais de streaming Globoplay e Apple+ desde 2024.[108][109][110][111]

Barone apoiou, em 2010, a reinauguração do Centro Cultural Casa da FEB, localizado na Rua das Marrecas, 35, no Centro do Rio de Janeiro. Ele prestigiou o trabalho do seu irmão, João Henrique Barone, então vice-presidente da Associação Nacional dos Veteranos da Força Expedicionária Brasileira (ANVFEB), que cuida da memória dos pracinhas. O pesquisador participa regularmente da cerimônia do Dia da Vitória e da partida dos pracinhas para a Itália, como convidado do Exército Brasileiro e da Associação Nacional dos Veteranos da FEB. A celebração é realizada no Monumento Nacional aos Mortos da Segunda Guerra Mundial, no Rio de Janeiro.
A comemoração dos 70 anos do fim da Segunda Guerra Mundial foi marcada por uma lembrança familiar e um desejo de paz após o fim do conflito que ceifou milhões de vidas. Barone viajou para terras italianas com seu jipe militar acompanhado de um grupo de amigos da Associação de Preservadores de Viaturas Militares para encontrar outros colecionadores. O motivo desta aventura que atravessou o oceano foi a festa do dia 25 de abril de 2015, o dia da libertação da Itália. Nesta data, houve o esforço final do Comitê da Alta Itália de Libertação Nacional, do Corpo de Voluntários da Liberdade do norte da Itália e dos Partisans (partigiani) para expulsar de todos os territórios italianos os remanescentes do exército da Alemanha Nazista e tirar o Partido Nacional Fascista do poder no país. O dia 25 de abril é considerado também o aniversário da Resistência Italiana. No ano anterior, o músico participou das celebrações do aniversário dos 70 anos do dia D, na Normandia, França. O desembarque das tropas por meio marítimo, precedido de ataques aéreos e navais, foi o início da Operação Overlord, no dia 6 de junho de 1944, na costa francesa. Soldados de 14 nações participaram da operação, decisiva para a vitória dos Aliados na Segunda Guerra Mundial, que marcou início da queda do Terceiro Reich.
Ao lado da Prefeitura do Rio de Janeiro e do Exército Brasileiro, João Barone participou da inauguração, em dois de julho de 2024, de um monumento em homenagem aos 80 anos do embarque da Força Expedicionária Brasileira rumo à Itália para combater na Segunda Guerra Mundial. A placa de bronze foi idealizada em conjunto pelo pesquisador e pelo escultor Mario Pitanguy. O evento contou a presença da esposa, Janete Watanabe, dos filhos do baterista, de pracinhas da Força Expedicionária Brasileira e de oficiais superiores do Exército Brasileiro e da Marinha do Brasil. A homenagem fica na Praça Mauá, no Centro do Rio de Janeiro.
João Barone não acredita que o seu trabalho com a história da Segunda Guerra Mundial tenha terminado. Entre os planos futuros do músico e pesquisador estão um programa sobre automobilismo histórico voltado para entusiastas de carros militares antigos - que estava com um projeto-piloto pronto em 2021 - e uma minissérie ou filme sobre a participação do Brasil no conflito.
Em 2024, João Barone falou sobre o tema no documentário Plurais, dirigido por Patricia Travassos. O filme contou com a participação de Herbert Vianna e Bi Ribeiro.

## Livros
João Barone organizou o livro "Minha Segunda Guerra", em 2009. A obra reuniu crônicas e reportagens sobre a Segunda Guerra Mundial publicadas na Revista Grandes Guerras e uma entrevista com Pierre Clostermann, piloto de caça da Royal Air Force que é considerado o único brasileiro que participou do Dia D, o desembarque das tropas aliadas nas praias da Normandia, no norte da França, em 6 de junho de 1944.
O ano de 2013 marcou o lançamento da obra mais conhecida de João Barone, "1942 - O Brasil e sua guerra quase desconhecida". O livro abrangeu de forma mais ampla a participação da Força Expedicionária Brasileira na Segunda Guerra Mundial. Barone publicou a edição ampliada de "1942" em 2018. Em 2023, o autor voltou ao mesmo tema no livro "Soldado Silva: a jornada de um brasileiro", que retratou, por meio de fotografias e objetos pessoais e de campanha, a jornada do seu pai como pracinha da Força Expedicionária Brasileira na Itália. Algumas destas fotografias em preto e branco foram colorizadas pela renomada artista e colorista Marina Amaral.
Em 2024, Barone investiu nas suas memórias de baterista e produtor musical, com a obra "1,2,3,4! Contando o tempo com os Paralamas do Sucesso", no qual relata uma parte dos 40 anos de estrada da sua banda, da década de 1980 ao começo do ano 2000.

## Ensino
O baterista é conhecido como um dos pioneiros no estudo da bateria por meio de videoaulas com o projeto João Barone dá o toque, lançado em 1996.
Em 2021, João Barone e o baterista da banda de heavy metal W.A.S.P, Aquiles Priester, fizeram um tour de aulas particulares pelo Brasil durante a pandemia de COVID-19.

## Vida pessoal
João Barone tem duas filhas, a produtora de eventos Clara e a diretora de arte Laura, do casamento com a jornalista e fotógrafa Marcia Moreira e um filho, o produtor musical, DJ e baterista Vicente, da união com a cantora e atriz Katia Bronstein. É avô de Luca, filho de Clara.
Em quatro de julho de 2018, o baterista se casou com a profissional de Relações Internacionais, especialista em Geopolítica e História Militar e produtora de eventos Janete Watanabe. Barone e Janete se conheceram em 2010. Apesar de pouco citada, a parceria de Janete Watanabe e João Barone foi fundamental para a existência de obras literárias do baterista, como a edição ampliada do livro "1942 - O Brasil e sua guerra quase desconhecida", de 2018, e a obra "Soldado Silva: a jornada de um brasileiro", de 2023. Janete participou da pesquisa e da formatação do livro "1, 2, 3, 4 - contando o tempo com os Paralamas do Sucesso", de 2024. A esposa de João Barone lidera a parte administrativa, financeira e de comunicação da carreira literária do artista. Além da História Militar e do Exército, João Barone e Janete compartilham o mesmo gosto musical e artístico, o amor pelos cachorros e pelas viagens. Há alguns anos, o casal leva um relacionamento muito discreto, longe da exposição da mídia e com raras aparições nas redes sociais oficiais.

## Honrarias
A atuação de João Barone para manter viva a história dos pracinhas lhe rendeu condecorações, como:
- Medalha Três Heróis Brasileiros, da Associação dos Ex-combatentes do Brasil, em 2009;[176]
- Medalha Mascarenhas de Morais, da Associação Nacional dos Veteranos da FEB, em 2010;[177]
- Medalha da Vitória, do Ministério da Defesa, em 2011;[178]
- Medalha Tenente Max Wolff Filho, do Museu do Expedicionário de Curitiba, em 2017.[179]